# Davallia bullata
Espèce
Davallia bullata est une espèce de fougère de la famille des Davalliaceae. 

## Description
Davallia bullata est un épiphyte ou un lithophyte qui pousse.mesure de 20 à 35 cm. Elle a des feuilles caduques et ses folioles sont linéaires.

## Répartition et habitat
L'aire de répartition indigène de cette espèce s'étend de l'Himalaya au sud de la Chine centrale et au nord du Myanmar. Elle pousse principalement dans le biome tempéré dans les endroits ombragés. 

## Systématique
Le nom correct complet (avec auteur) de ce taxon est Davallia bullata Wall. ex Hook.. Le nom de genre Davallia vient de Edmund Davall, l'épithète bullata probablement de bullatus (orné de bulles)
Davallia bullata a pour synonymes :
- Davallia bullata Wall.
- Davallia cylindrica Ching
- Davallia mariesii T.Moore
- Davallia mariesii T.Moore ex Baker
- Davallia trichomanoides subsp. bullata (Wall. ex Hook.) Sarn.Singh & Panigrahi
- Trogostolon yunnanensis Ching